# Kuthalam
Kuthalam (o Kuttalam) è una suddivisione dell'India, classificata come town panchayat, di 13.434 abitanti, situata nel distretto di Nagapattinam, nello stato federato del Tamil Nadu. In base al numero di abitanti la città rientra nella classe IV (da 10.000 a 19.999 persone).

## Geografia fisica
La città è situata a 11° 5' 60 N e 79° 32' 60 E e ha un'altitudine di 13 m s.l.m..

## Società

### Evoluzione demografica
Al censimento del 2001 la popolazione di Kuthalam assommava a 13.434 persone, delle quali 6.650 maschi e 6.784 femmine. I bambini di età inferiore o uguale ai sei anni assommavano a 1.468, dei quali 752 maschi e 716 femmine. Infine, coloro che erano in grado di saper almeno leggere e scrivere erano 9.844, dei quali 5.478 maschi e 4.366 femmine.